# Pagaronia yabemurensis
Pagaronia yabemurensis är en insektsart som beskrevs av Toyohi Okada 1976. Pagaronia yabemurensis ingår i släktet Pagaronia och familjen dvärgstritar. Inga underarter finns listade i Catalogue of Life.